# Tratnik
Tratnik je priimek v Sloveniji, ki ga je po podatkih Statističnega urada Republike Slovenije na dan 1. januarja 2024 uporabljalo 958 oseb, na dan 1. januarja 2011 pa 975 oseb, ter je med vsemi priimki po pogostosti uporabe na 176. mestu. Največ ljudi s tem priimkom, 220, živi v Savinjski statistični regiji. Priimek je po pogostnosti najvišje uvrščen v Goriški statistični regiji, kjer je z 210 nosilci 69. najbolj pogost priimek. 
- Alenka Tratnik, jezikoslovka anglistka, doc. FOV
- Aljaž Tratnik, plezalec?
- Bojan Tratnik (1919—2013), arhitekt
- David Tratnik (*1982), kolesar
- Dušan Tratnik (1928—2017), ekonomist
- Emil Tratnik, alpinist, plezalec
- Fran Tratnik (1881—1957), slikar, risar in ilustrator
- Franc Tratnik (1885—1942), učitelj, prosvetni in kulturni delavec
- Igo Tratnik (*1935), novinar
- Irena Tratnik Dosso, pevka zabavne glasbe
- Iva Tratnik (*1980), slikarka, likovna in plesna umetnica, performerka ...
- Ivica Tratnik Prinčič (1927—2003), časnikarka, prevajalka in kulturna delavka
- Jan Tratnik (*1990), kolesar
- Josephine Tratnik (1890—1962), društvena delavka v ZDA
- Jože Tratnik (*1941), pravnik, vrhovni in ustavni sodnik
- Karel Tratnik (1869—1935), pasar, pevec, planinec, podjetnik, politik
- Katja Tratnik, TV voditeljica
- Ksenja Tratnik, novinarka
- Leopold Tratnik (1853—1930), pasar in hotelir
- Lucija (Lila) Tratnik (*1989), igralka
- Ludvik Tratnik (*1943), lesar
- Maja Tratnik, pravnica, sodnica, častna predsednica svetovnega združenja sodnikov
- Marjeta Tratnik Volasko, sociologinja, kulturna antropologinja
- Matjaž Tratnik (*1957), pravnik, sodnik
- Mirko Tratnik (?—1945), salezijanec
- Mirko Tratnik (1938—2018), lesarski strokovnjak, prof. BF
- Polona Tratnik (*1976), vizualna umetnica in teoretičarka, pionirka biotehnološke umetnosti, filozofinja
- Suzana Tratnik (*1963), pisateljica, prevajalka, sociologinja, lezbična aktivistka
- Tadej Tratnik - "Tadiman", reggae glasbenik, multiinstrumentalist, pevec, tekstopisec
- Valentin Tratnik (1801—1876), botanik in mineralog, duhovnik
- Valentin Tratnik (*1929), pisatelj in publicist
- Vid Tratnik, alternativni? gladališčnik, mentor
- Špela Tratnik, pevka in plesalka